# Аматитлан (Сан Педро и Сан Пабло Текистепек)
Аматитлан (шп. Amatitlán) насеље је у Мексику у савезној држави Оахака у општини Сан Педро и Сан Пабло Текистепек. Насеље се налази на надморској висини од 1779 м.

## Становништво
Према подацима из 2010. године у насељу је живео 1 становник.

### Хронологија
| Година       | 2000       | 2005      | 2010 |
| ------------ | ---------- | --------- | ---- |
| Становништво | 12 (7 / 5) | 8 (4 / 4) | 1    |

### Попис
| # | Индикатор                     | Вредност |
| - | ----------------------------- | -------- |
| 1 | Укупно домаћинстава           | 5        |
| 2 | Укупно насељених домаћинстава | 1        |
| 3 | Величина локације             | 1        |